# 微无心菜
微无心菜（学名：Arenaria minima）为石竹科无心菜属的植物，是中国的特有植物。分布在中国大陆的四川等地，生长于海拔4,000米的地区，常生长在岩石山坡缝隙，目前尚未由人工引种栽培。

## 别名
小无心菜（高原生物学集刊）